# Туфаријело (Салерно)
Туфаријело је насеље у Италији у округу Салерно, региону Кампанија.
Према процени из 2011. у насељу је живело 95 становника. Насеље се налази на надморској висини од 429 м.